# Maurice Gensoli
Maurice Gensoli (* 4. Juli 1892 in Oran, Algerien; † 1973 in Rouen, Frankreich) war ein französischer Keramiker.

## Leben
Über Maurice Gensolis Herkunft und Ausbildung ist in der Literatur nichts bekannt. Er war ab 1921 in der Manufacture royale de porcelaine de Sèvres als Hilfsdekorateur tätig.
Gensoli gehörte der von dem Éditeur d’art (Kunstverleger) und Bildgießer Arthur Goldscheider in den frühen 1920er Jahren mit Vertretern des Art déco gegründeten Künstlergruppe L’Evolution an, deren Arbeiten Goldscheider 1925 auf der Ausstellung Exposition internationale des Arts Décoratifs et industriels modernes zeigte.
1927 wurde Gensoli zum Leiter des Designstudios in Sèvres berufen und blieb bis zu seiner Pensionierung 1959 in dem Unternehmen. Hier dirigierte er die Keramikabteilung in die Stilrichtung des Art déco. Für Sèvres entwarf Gensoli einfache und segmentierte Becherformen, die er mit bunten Heldenfiguren und idealisierten Landschaften schmückte. Gensoli schuf Keramiken in der Form von stilisierten Wellen, Muscheln, exotischen Tieren und menschlichen Figuren. In den 1950er Jahren formgestaltete er elegante, wellenförmige Flaschenvasen und Schalen mit Dekorationen wie Sternen, Reißlack oder gemörtelten Steinen.
Nach dem Zweiten Weltkrieg nahm Gensoli noch an verschiedenen Ausstellungen teil.